# United States Asiatic Fleet
United States Asiatic Fleet – związek operacyjny US Navy, powstały w 1902 roku dla ochrony amerykańskich interesów w rejonie Chin oraz Filipin. Po japońskiej agresji w grudniu 1941 roku Flota Azjatycka wzięła udział w obronie Holenderskich Indii Wschodnich, w lutym 1942 roku przestając istnieć jako samodzielna jednostka.

## Historia
Flota Azjatycka została powołana w 1902 roku przez podniesienie do rangi floty dotychczasowej Eskadry Azjatyckiej. Jej pierwszym dowódcą został mianowany kontradmirał Robley D. Evans. Podstawowym zadaniem nowo powstałego związku operacyjnego miało być reprezentowanie Stanów Zjednoczonych w rejonie Chin i Filipin, gdzie stacjonowała większość okrętów oraz ochrona interesów i obywateli amerykańskich. Nigdy w swej czterdziestoletniej historii nie stanowiła ona poważnej siły militarnej, składając się głównie z niewielkich i nie najnowszych jednostek. Pomiędzy 1908 a 1910 rokiem Flota Azjatycka została włączona do Floty Pacyfiku jako jedna z jej eskadr.
We wrześniu 1923 roku okręty Floty Azjatyckiej wpłynęły do Jokohamy, niosąc pomoc po katastrofalnym trzęsieniu ziemi. Jeden z młodszych oficerów, Thomas J. Ryan, Jr., uratował wówczas kobietę z płonącego hotelu, za co został odznaczony Medalem Honoru. Na przełomie lat 20. i 30. XX wieku Flota Azjatycka zwiększyła swoją obecność w Chinach, w związku z narastającym tam kryzysem międzynarodowym. W lutym 1927 roku oddział piechoty morskiej wylądował w Szanghaju, by chronić interesy obywateli amerykańskich wobec zajęcia miasta przez siły podległe Czang Kaj-szekowi. W 1932 roku, po tzw. incydencie szanghajskim, okręty Floty Azjatyckiej stale przebywały na wodach chińskich. Na Jangcy utrzymywane były kanonierki, w ramach tzw. Yangtze Patrol. Główną bazą floty pozostawała jednak Manila, gdzie funkcjonowało zaplecze techniczne, z dokiem YFD-1.
Na początku II wojny światowej w skład Floty Azjatyckiej wchodziły krążowniki „Houston" jako okręt flagowy i „Marblehead”, 13 niszczycieli typu Clemson, 29 okrętów podwodnych oraz szereg mniejszych i pomocniczych jednostek. Dołączył do nich krążownik „Boise”, którego wybuch wojny zastał na Filipinach w trakcie eskortowania płynącego tam konwoju. Podstawowym zadaniem Floty po ataku na Pearl Harbor miała być obrona amerykańskiej strefy wpływów na południowo-zachodnim Pacyfiku. Wypierana przez nacierające siły japońskie, wycofała się w rejon Holenderskich Indii Wschodnich, gdzie część okrętów została oddana pod dowództwo powstałych w styczniu 1942 roku połączonych sił ABDA. Początkowo ostatni dowódca Floty Azjatyckiej, admirał Thomas C. Hart, objął komendę nad flotą aliancką, lecz w lutym został na skutek nacisków władz holenderskich odwołany do Stanów Zjednoczonych. Jeszcze pod jego ogólnym dowództwem amerykańskie niszczyciele odniosły skromny sukces w bitwie koło Balikpapanu 24 stycznia 1942 roku, ale w lutym ABDA poniosła szereg porażek. Podczas bitwy w Cieśninie Sundajskiej w nocy z 28 lutego na 1 marca 1942 roku zatopiony został „Houston”, również 1 marca utracono niszczyciel „Pope”. Część jednostek byłej Floty Azjatyckiej zdołała ujść do portów australijskich bądź, jak „Marblehead”, na Cejlon.
Prezydent George W. Bush proklamował 1 marca 2002 roku Dniem Floty Azjatyckiej.